# Kyzyl-Tajga
De Kyzyl-Tajga (Russisch: Кызыл-Тайга) is met 3121 meter de hoogste bergtop van de Westelijke Sajan. De bergtop ligt in een onherbergzaam gebied in het uiterste westen van de Russische autonome republiek Toeva, iets ten zuiden van de hoofdketen. Rond de berg liggen de bronnen van de rivier Ak-Soeg. De berg vormt de oostelijkste punt van het gelijknamige bergmassief en bestaat uit een complex van metamorfe zandsteen, siltsteen en aggregaten. De berg is begroeid met toendravegetatie, bestaande uit mossen en korstmossen.